# Texas Instruments Compact Computer 40
Texas Instruments Compact Computer 40 или CC-40 — портативный компьютер, выпущенный компанией Texas Instruments в марте 1983 года. Компьютер весил 600 грамм при размерах 24x14x2.5 сантиметра и мог питаться от четырёх батарей формата AA или сетевого адаптера. Позиционировался как портативный компьютер для бизнеса. Цена компьютера на момент выхода составляла 249 долларов США.
Компьютер был построен на основе 8-разрядного микроконтроллера TMS70C20, работающего на частоте 2.5 МГц. Объём памяти в стандартной конфигурации составлял 6 КБ ОЗУ и 34 КБ ПЗУ, с возможностью расширения ОЗУ до 18 КБ. Матричный жидкокристаллический дисплей отображал строку из 31 символа, каждый символ имел разрешение 5x8 пикселей. Время работы от одного комплекта батарей составляло около 200 часов, без питания содержимое ОЗУ сохранялось в течение нескольких месяцев. Компьютер имел интерфейс HexBus для подключения принтера и модема, напоминающий USB возможностью горячего подключения устройств. Этот интерфейс также был доступен в виде дополнительного устройства для компьютера TI-99/4A и был встроен в оставшийся прототипом компьютер TI-99/8.
В разработке находилась улучшенная модель, имевшая разъём для подключения к кассетному магнитофону для использования его в качестве внешнего накопителя. Проект был отменён в связи с уходом компании Texas Instruments с рынка компьютеров, но впоследствии был реализован в виде программируемого калькулятора TI-74 BASICALC.
Для компьютера не было выпущено внешних накопителей данных, что повлияло на продажи устройства. Программное обеспечение было доступно только на картриджах. Пользователи также могли вводить простые программы на Бейсике, выполняемые встроенным интерпретатором, напоминающим интерпретатор Бейсика в компьютере TI-99/4A.